# Iodometan
Iodometanul sau iodura de metil este un compus organic cu formula chimică CH3I. Este un lichid incolor, dens și volatil, similar ca structură cu metanul, în molecula căruia un atom de hidrogen este substituit cu un atom de iod. În natură, este produs în cantități mici în plantațiile de orez.

## Obținere
Iodometanul este obținut în urma unei reacții exoterme ce are loc când iodul este adăugat unui amestec de metanol și fosfor roșu (care formează triiodura de fosfor in situ):
{\displaystyle {\ce {2P + 3I2 -> 2PI3}}}
{\displaystyle {\ce {3 CH3OH + PI3 -> 3 CH3I + H2PO3H}}}
O metodă alternativă presupune reacția dintre sulfatul de dimetil și iodura de potasiu, în prezență de carbonat de calciu:
{\displaystyle {\ce {(CH3O)2SO2 + KI -> CH3I + CH3OSO2OK}}}
O altă metodă de preparare implică reacția dintre metanol și o soluție apoasă de acid iodhidric; iodometanul obținut poate fi separat prin distilare:
{\displaystyle {\ce {CH3OH + HI -> CH3I + H2O}}}
O reacție specifică aplicabilă în laborator este tratarea iodoformului (obținut prin reacția iodoformului) cu hidroxid de potasiu și sulfat de dimetil în etanol 95%.

## Proprietăți

### Reacții de metilare
Iodometanul este un substrat excelent pentru realizarea reacțiilor de substituție de tipul SN2. Structura sa sterică deschisă permite atacul agenților nucleofili, iar grupa iodură este o grupă ușor eliminabilă. Este utilizat ca agent de metilare pentru alchilarea agenților nucleofili cu atom de carbon, oxigen, sulf, azot și fosfor.
Un exemplu ilustrativ este poli-metilarea amoniacului, care decurge în etape până la obținerea unui compus de amoniu cuaternar:
Un alt exemplu de utilizare al iodurii de metil este reacția de metilare a acizilor carboxilici și a fenolilor:
În acest caz, se utilizează o bază, precum carbonatul de potasiu (K2CO3) sau carbonatul de litiu (Li2CO3), pentru a elimina protonul cu formarea de anion carboxilat sau fenoxid, aceștia fiind agenți nucleofili în substituția SN2 substitution.